# Frank Schäffer
Frank Schäffer (Leonberg, 6 luglio 1952 – Stoccarda, 15 novembre 2024) è stato un calciatore tedesco, di ruolo difensore.

## Carriera
Militò per nove stagioni nel Borussia Monchengladbach, durante le quali vinse tre campionati tedeschi consecutivi (dal 1974-1975 al 1976-1977) e due Coppa UEFA (nel 1974-1975 e nel 1978-1979).
Fece parte della squadra che arrivò seconda nella Coppa dei Campioni 1976-1977 (perdendo la finale contro il Liverpool) e nella Coppa UEFA nel 1980 (dove i tedeschi vennero sconfitti nel derby contro l'Eintrach Francoforte).

## Palmarès
- Campionato tedesco: 3

Borussia Monchengladbach: 1974-1975, 1975-1976, 1976-1977
- Coppa UEFA: 2

Borussia Monchengladbach: 1974-1975, 1978-1979